# Hurius
Hurius Simon, 1901 è un genere di ragni appartenente alla famiglia Salticidae.

## Descrizione
Cefalotorace più alto che corto; primo paio di zampe molto sottile; le zampe posteriori hanno molte spine robuste. L'embolo è sprovvisto di denticelli basali.

## Distribuzione
Le quattro specie note di questo genere sono diffuse in America meridionale; in particolare in Argentina, Cile, Perù ed Ecuador.

## Tassonomia
Considerato un sinonimo anteriore di Spinurius Mello-Leitão, 1941, da uno studio dell'aracnologa Galiano del 1985.
A maggio 2010, si compone di quattro specie:
- Hurius aeneus (Mello-Leitão, 1941) — Argentina
- Hurius petrohue Galiano, 1985 — Cile
- Hurius pisac Galiano, 1985 — Perù
- Hurius vulpinus Simon, 1901[3] — Ecuador